# Сент-Ливрад
Сент-Ливра́д (фр. Sainte-Livrade, окс. Senta Liurada) — коммуна во Франции, находится в регионе Юг — Пиренеи. Департамент — Верхняя Гаронна. Входит в состав кантона Легевен. Округ коммуны — Тулуза.
Код INSEE коммуны — 31496.

## География

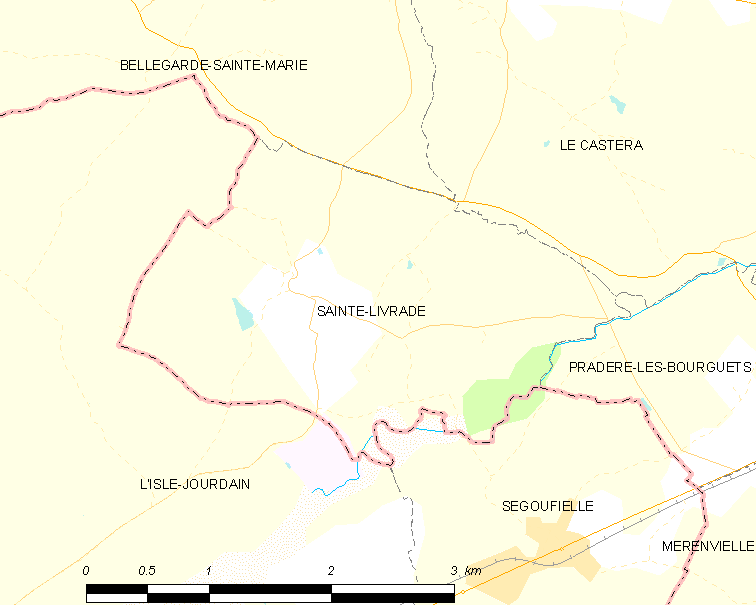
Карта коммуны

Коммуна расположена приблизительно в 590 км к югу от Парижа, в 28 км к западу от Тулузы.
На юго-востоке коммуны протекает река Сав.

## Климат
Климат умеренно-океанический. Зима мягкая и снежная, весна характеризуется сильными дождями и грозами, лето сухое и жаркое, осень солнечная. Преобладают сильные юго-восточные и северо-западные ветры.

## Население
Население коммуны на 2010 год составляло 283 человека.
| 1962 | 1968 | 1975 | 1982 | 1990 | 1999 | 2010 |
| ---- | ---- | ---- | ---- | ---- | ---- | ---- |
| 156  | 151  | 147  | 189  | 224  | 246  | 283  |

## Администрация
| Период | Период | Фамилия           | Партия | Примечания |
| ------ | ------ | ----------------- | ------ | ---------- |
| 2001   | 2008   | Жорж Дюпра        |        |            |
| 2008   | 2020   | Сильвьян Куттенье |        |            |

## Экономика
В 2010 году среди 196 человек трудоспособного возраста (15—64 лет) 148 были экономически активными, 48 — неактивными (показатель активности — 75,5 %, в 1999 году было 77,7 %). Из 148 активных жителей работали 132 человека (73 мужчины и 59 женщин), безработных было 16 (8 мужчин и 8 женщин). Среди 48 неактивных 12 человек были учениками или студентами, 23 — пенсионерами, 13 были неактивными по другим причинам.

## Достопримечательности
- Церковь Св. Виталия